# Dani Koren
Dani Koren (1957. február 10. –) izraeli nemzetközi labdarúgó-játékvezető.

## Pályafutása

### Nemzeti játékvezetés
1990-ben lett  az I. Liga játékvezetője. Az aktív nemzeti játékvezetéstől 2002-ben vonult vissza.

#### Nemzeti kupamérkőzések
Vezetett Kupa-döntők száma: 3.

##### Izraeli Kupa
Több alkalommal kapott megbízást a kupadöntő irányítására.

### Nemzetközi játékvezetés
Az Izraeli labdarúgó-szövetség Játékvezető Bizottsága (JB) 1996-ban terjesztette fel nemzetközi játékvezetőnek, a Nemzetközi Labdarúgó-szövetség (FIFA) bíróinak keretébe. Több nemzetek közötti válogatott és klubmérkőzést vezetett. Az izraeli nemzetközi játékvezetők rangsorában, a világbajnokság-Európa-bajnokság sorrendjében a 3. helyet foglalja el 7 találkozó szolgálatával. Az aktív nemzetközi játékvezetéstől 2002-ben a FIFA 45 éves korhatárát elérve búcsúzott. Válogatott mérkőzéseinek száma: 9.

#### Világbajnokság
A világbajnoki döntőhöz vezető úton Franciaországba a XVI., az 1998-as labdarúgó-világbajnokságra és Dél-Koreába és Japánba a XVII., a 2002-es labdarúgó-világbajnokságra a FIFA JB bíróként alkalmazta.

##### 1998-as labdarúgó-világbajnokság
| Időpont              | Helyszín                       | Mérkőzés típusa           | Mérkőzés              | Eredmény | Nézők száma |
| -------------------- | ------------------------------ | ------------------------- | --------------------- | -------- | ----------- |
| 1997. március 30.    | Nemzeti Stadion, Ta’ Qali      | előselejtező (6. csoport) | Málta–Feröer-szigetek | 1 : 2    | 8 188       |
| 1997. szeptember 24. | Köztársasági Stadion, Chișinău | előselejtező (2. csoport) | Moldova–Grúzia        | 0 : 1    | 8 000       |

##### 2002-es labdarúgó-világbajnokság
| Időpont          | Helyszín                          | Mérkőzés típusa           | Mérkőzés           | Eredmény | Nézők száma |
| ---------------- | --------------------------------- | ------------------------- | ------------------ | -------- | ----------- |
| 2000. október 7. | Comunal Stadion, Andorra la Vella | előselejtező (2. csoport) | Andorra–Észtország | 1 : 2    | 650         |

#### Európa-bajnokság
Az európai-labdarúgó torna döntőjéhez vezető úton Belgiumba és Hollandiába a XI., a 2000-es labdarúgó-Európa-bajnokságra és Portugáliába a XII., a 2004-es labdarúgó-Európa-bajnokságra az UEFA JB játékvezetőként foglalkoztatta.

##### 2000-es labdarúgó-Európa-bajnokság
| Időpont           | Helyszín                   | Mérkőzés típusa           | Mérkőzés              | Eredmény | Nézők száma |
| ----------------- | -------------------------- | ------------------------- | --------------------- | -------- | ----------- |
| 1998. október 14. | Francia Stadion, Párizs    | előselejtező (4. csoport) | Franciaország–Andorra | 2 : 0    | 75 416      |
| 1999. március 31. | Olimpiai Stadion, Kijev    | előselejtező (4. csoport) | Ukrajna–Izland        | 1 : 1    | 40 000      |
| 1971. február 3.  | Rasunda Stadion, Stockholm | előselejtező (5. csoport) | Svédország–Bulgária   | 1 : 0    | 35 640      |

##### 2004-es labdarúgó-Európa-bajnokság
| Időpont           | Helyszín                        | Mérkőzés típusa           | Mérkőzés           | Eredmény | Nézők száma |
| ----------------- | ------------------------------- | ------------------------- | ------------------ | -------- | ----------- |
| 2002. október 16. | Niedersachsen Stadion, Hannover | előselejtező (5. csoport) | Németország–Feröer | 2 : 1    | 36 600      |

#### Nemzetközi kupamérkőzések

##### Kupagyőztesek-Európa-kupája
| Időpont              | Helyszín                           | Mérkőzés típusa            | Mérkőzés                          | Eredmény |
| -------------------- | ---------------------------------- | -------------------------- | --------------------------------- | -------- |
| 1997. szeptember 18. | Benito Villamarín Stadion, Sevilla | első forduló (1. mérkőzés) | Real Betis Balompié–Budapesti VSC | 2 : 0    |

##### UEFA-kupa
| Időpont           | Helyszín                           | Mérkőzés típusa           | Mérkőzés            | Eredmény |
| ----------------- | ---------------------------------- | ------------------------- | ------------------- | -------- |
| 1999. október 21. | Hidegkuti Nándor Stadion, Budapest | második kör (1. mérkőzés) | MTK Budapest FC–AÉK | 2 : 1    |

## Sportvezetőként
Az aktív játékvezetést befejezve az Izraeli Labdarúgó-szövetség JB elnöke lett. A FIFA JB ellenőre.